# Liège-Bastogne-Liège U23
Liège-Bastogne-Liège U23 er U23-udgaven af det klassiske belgiske cykelløb Liège-Bastogne-Liège. Det blev arrangeret første gang i 1986 som et amatørløb. Siden 2005 har det også været åbent for professionelle under 23 år.

## Vindere
| År                                    | Vinder                | Toer                         | Treer                      |
| ------------------------------------- | --------------------- | ---------------------------- | -------------------------- |
| 1986                                  | Frans Maassen         | Yves Van Royen               | Carlos Malfait             |
| 1987                                  | Stephan Räkers        | Peter De Clercq              | Krist Brulez               |
| 1988                                  | Marcel Derix          | Rinus Ansems                 | Thierry Bock               |
| 1989                                  | Philippe Mathy        | Ronny Thomas                 | Patrick Philippaerts       |
| 1990                                  | Sandro Bottelberghe   | Fabrice Naessens             | Georges Wattiaux           |
| 1991                                  | Pierre Herinne        | Jan Boven                    | Léon van Bon               |
| 1992                                  | Laurent Eudeline      | Jan Boven                    | Stéphane Cueff             |
| 1993                                  | Marc Janssens         | Leith Sherwin                | Léon van Bon               |
| 1994                                  | Franck Laurance       | Denis Francois               | Stig Guldbæk               |
| 1995                                  | Raivis Belohvoščiks   | Caspar van der Meer          | Gert Vanderaerden          |
| 1996                                  | Raivis Belohvoščiks   | Kristof Trouvé               | Kris Matthijs              |
| 1997                                  | Christian Poos        | Karsten Kroon                | Ondřej Sosenka             |
| 1998                                  | Frédéric Drillaud     | Nicolas Fritsch              | Gaël Moreau                |
| 1999                                  | Philippe Koehler      | Wesley Theunis               | Charles Wegelius           |
| 2000                                  | Jurgen Van Goolen     | Wim Van Huffel               | Gregory Faghel             |
| 2001                                  | Ruslan Hryschtschenko | Tom Boonen                   | Andrej Kasjetjkin          |
| 2002                                  | Christophe Kern       | Michail Viktorovich Timoshin | Steven Caethoven           |
| 2003                                  | Johan Vansummeren     | Jurgen Van den Broeck        | Pieter Weening             |
| 2004                                  | Branislau Samoilau    | Mads Christensen             | Laurent Arn                |
| 2005                                  | Martin Pedersen       | Anders Lund                  | Ruslan Sambris             |
| 2006                                  | Kai Reus              | Tom Stamsnijder              | Dmitrij Kosontjuk          |
| 2007                                  | Grega Bole            | Anthony Roux                 | Andrius Buividas           |
| 2008                                  | Jan Bakelants         | Romain Zingle                | Jan Ghyselinck             |
| 2009                                  | Rasmus Guldhammer     | Romain Zingle                | Dennis van Winden          |
| 2010                                  | Ramūnas Navardauskas  | Niki Østergaard              | Sebastian Lander           |
| 2011                                  | Tosh Van der Sande    | Romain Bardet                | Matthias Allegaert         |
| 2012                                  | Michael Valgren       | Ian Boswell                  | Joshua Berry               |
| 2013                                  | Michael Valgren       | Nathan Brown                 | Jasper Stuyven             |
| 2014                                  | Anthony Turgis        | Dylan Teuns                  | Tao Geoghegan Hart         |
| 2015                                  | Guillaume Martin      | Silvio Herklotz              | Tao Geoghegan Hart         |
| 2016                                  | Logan Owen            | Pavel Sivakov                | Ruben Guerreiro            |
| 2017                                  | Bjorg Lambrecht       | James Knox                   | Lucas Hamilton             |
| 2018                                  | João Almeida          | Andrea Bagioli               | Alexys Brunel              |
| 2019                                  | Kevin Vermaerke       | Viktor Verschaeve            | Tobias Foss                |
| 2020 aflyst pga. coronaviruspandemien |                       |                              |                            |
| 2021                                  | Leo Hayter            | Rick Pluimers                | Tobias Halland Johannessen |
| 2022                                  | Romain Grégoire       | Lennert Van Eetvelt          | Gwen Leclainche            |
| 2023                                  | Francesco Busatto     | Antoine Huby                 | Davide De Pretto           |
| 2024                                  | Joseph Blackmore      | Robin Orins                  | Jørgen Nordhagen           |